# Forbidden Door (2022)
Forbidden Door (2022) foi um evento de wrestling profissional transmitido em formato pay-per-view. O evento foi co-produzido pela All Elite Wrestling (AEW) e New Japan Pro-Wrestling (NJPW). O evento aconteceu em 26 de junho de 2022, no United Center em Chicago , Illinois, e foi o primeiro evento co-promovido pela AEW e NJPW.
Treze lutas foram disputadas no evento, incluindo quatro no pré-show Buy In. No evento principal, Jon Moxley derrotou Hiroshi Tanahashi para vencer o AEW World Championship de forma interina. Em outras lutas de destaque, Jay White derrotou "Hangman" Adam Page, Kazuchika Okada e Adam Cole em uma luta four-way para manter o IWGP World Heavyweight Championship, Pac derrotou Clark Connors, Miro e Malakai Black em uma luta four-way para vencer o AEW All-Atlantic Championship, e Claudio Castagnoli, anteriormente conhecido como Cesaro na WWE, derrotou Zack Sabre Jr. em sua luta de estreia na AEW. O evento também contou com participações especiais de Juice Robinson e Katsuyori Shibata.

## Produção

### Conceito
Em fevereiro de 2021, a promoção americana de wrestling profissional All Elite Wrestling (AEW) iniciou uma parceria com a promoção japonesa New Japan Pro-Wrestling (NJPW), com Kenta sendo o primeiro lutador da NJPW a aparecer no principal programa semanal de televisão da AEW, Dynamite durante o especial Beach Break. Desde então, tanto a AEW quanto a NJPW tiveram seus lutadores aparecendo nos shows um do outro nos Estados Unidos. Em 15 de abril de 2022, foi relatado que um evento co-promovido planejado pelas duas promoções estava em andamento. No episódio de 20 de abril do Dynamite, o presidente da AEW Tony Khan apresentou o presidente da NJPW, Takami Ohbari, para fazer um grande anúncio sobre suas respectivas empresas. Eles foram interrompidos pelo lutador da AEW Adam Cole, que anunciou oficialmente que um evento co-promovido intitulado Forbidden Door seria realizado em 26 de junho no United Center em Chicago, Illinois. O evento recebeu o nome do mesmo termo frequentemente usado pela AEW ao se referir a trabalhar com outras promoções de wrestling profissional. O evento foi ao ar em formato pay-per-view (PPV) através de canais PPV tradicionais, o aplicativo Bleacher Report, FITE TV, e foi transmitido no Japão no NJPW World. Os ingressos de pré-venda começaram a ser vendidos em 5 de maio e esgotaram em menos de 40 minutos, com mais de 11.000 ingressos vendidos com apenas um número limitado de ingressos reservados para serem colocados à venda ao público em geral em 6 de maio.

### Rivalidades
O AEW x NJPW: Forbidden Door foi composto por treze lutas, incluindo quatro no pré-show, que resultaram de enredos roteirizados, onde os lutadores retrataram heróis, vilões ou personagens menos distinguíveis em eventos roteirizados que criaram tensão e culminaram em uma luta ou série de lutas.

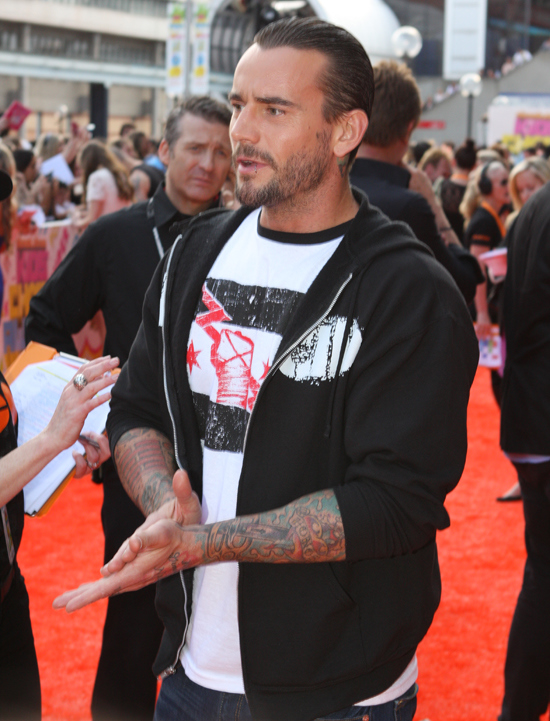
CM Punk estava originalmente programado para enfrentar Hiroshi Tanahashi no evento, mas foi removido do card devido a uma lesão.

No episódio de 1º de junho do Dynamite, o recém-coroado Campeão Mundial da AEW CM Punk fez um desafio para o NJPW Forbidden Door. Hiroshi Tanahashi faria uma estreia surpresa, indicando que enfrentaria Punk pelo título no supershow. No episódio de 3 de junho do Rampage, Punk anunciou que precisaria de uma cirurgia e ficaria um tempo afastado. O proprietário da AEW, Tony Khan, informou a Punk que ele não teria que abrir mão do título. Mais tarde naquela noite, foi anunciado que uma battle royal aconteceria no início do episódio de 8 de junho do Dynamite, com o vencedor enfrentando Jon Moxley, que foi o competidor número um do ranking individual, no evento principal do show, e o vencedor dessa luta seria colocado na luta para coroar um campeão interino no Forbidden Door. Foi então anunciado nas mídias sociais da AEW que o vencedor de Hiroshi Tanahashi vs. Hirooki Goto no NJPW's Dominion 6.12 em Osaka-jo Hall seria o outro competidor na luta pelo título interino no Forbidden Door. No episódio de 8 de junho do Dynamite, Kyle O'Reilly venceu a Casino Battle Royale e foi derrotado por Moxley, que avançou para o Forbidden Door. No Dominion, Tanahashi derrotou Goto, para enfrentar Moxley no Forbidden Door.

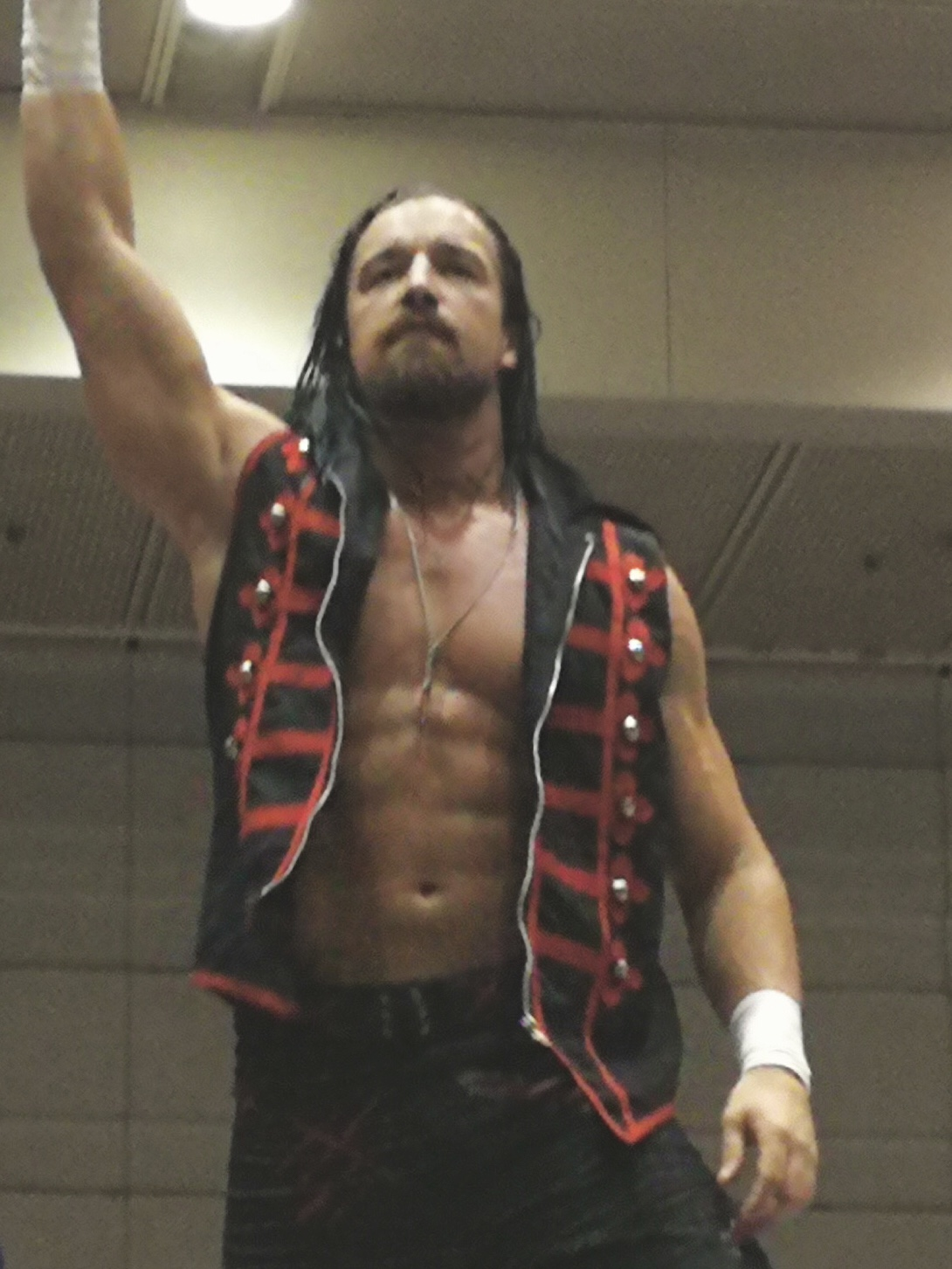
Jay White defendeu o IWGP World Heavyweight Championship contra Kazuchika Okada, "Hangman" Adam Page e Adam Cole em uma luta four-way.

Na edição de 8 de junho do Dynamite, "Hangman" Adam Page lutou sua primeira luta, desde que perdeu o AEW World Championship para CM Punk no Double or Nothing, derrotando David Finlay. Após a luta, Page desafiou Kazuchika Okada, o então Campeão Mundial da IWGP, desafiando-o para uma luta pelo título no Forbidden Door. Page foi interrompido por Adam Cole, que apontou que Okada pode não ser campeão no Forbidden Door devido à sua defesa de título agendada contra Jay White no Dominion 6.12 em Osaka-jo Hall. Em 12 de junho, White derrotou Okada para ganhar o título e insultou Page após a luta. Page abordou a situação no episódio de 15 de junho do Dynamite, e foi mais uma vez interrompido por Cole, que também queria enfrentar White pelo título mundial. White apareceu por trás de Page e o atacou com um Blade Runner. White continuou explicando que não defenderia seu título contra Page, apontando que White estava 2-0 em suas lutas individuais contra Page, para grande diversão de Cole. Ao mesmo tempo, para desgosto de Cole, White também afirmou que também não defenderia o título contra Cole, deixando o oponente de White para o Forbidden Door ainda a ser decidido. No episódio de 23 de junho de Dynamite, Cole e White mais uma vez atacaram Page, no entanto, Okada fez sua estreia na AEW, ajudando Page a se defender de Cole e White. Mais tarde foi anunciado que White defenderia o título em uma luta four-way contra Okada, Page e Cole.

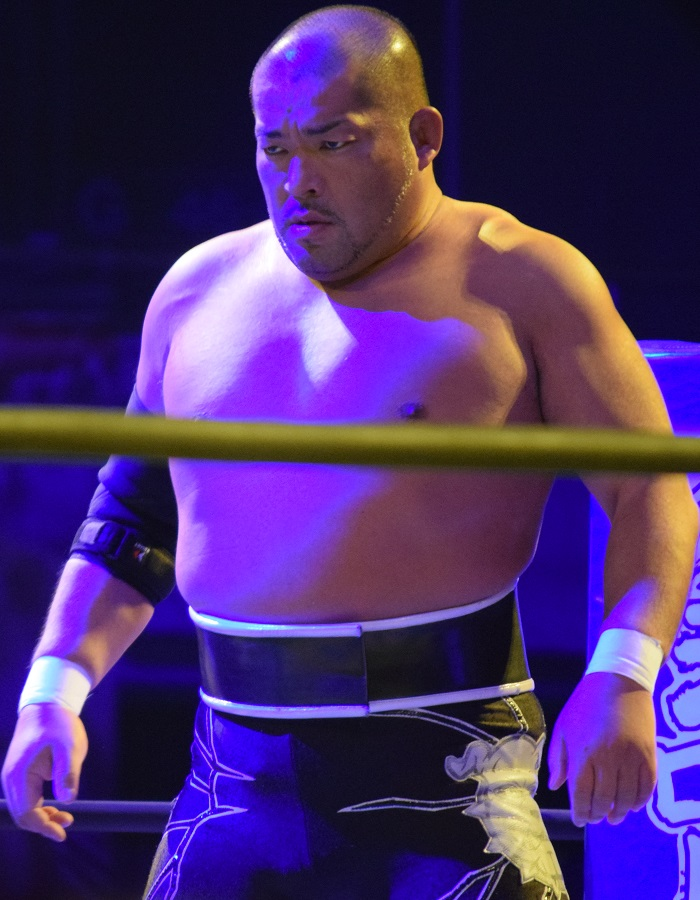
Tomohiro Ishii se classificou para a luta pelo AEW All-Atlantic Championship, mas acabou tendo que ser retirado da luta devido a uma lesão.

Também no episódio de 8 de junho do Dynamite, a AEW revelou um novo título masculino, o AEW All-Atlantic Championship, para ser um campeonato secundário da promoção e para "representar os fãs da AEW assistindo ao redor do mundo em mais de 130 países". Foi anunciado que quatro lutadores, determinados através de lutas de qualificação, lutariam em uma luta four-way no Forbidden Door para ser coroado o campeão inaugural. Pac derrotou Buddy Matthews naquela mesma noite para se classificar. No episódio de 15 de junho do Dynamite, Miro derrotou Ethan Page para se tornar o segundo classificado, e Tomohiro Ishii derrotou Clark Connors em 21 de junho no New Japan Road para se classificar. Malakai Black foi o último classificado, derrotando Penta Oscuro no episódio de 22 de junho do Dynamite. Em 23 de junho, Ishii foi substituído por Connors após uma lesão.
No episódio de 25 de maio do Dynamite, Great-O-Khan do United Empire e Jeff Cobb interromperam uma luta pelo ROH World Tag Team Championship entre FTR e Roppongi Vice, atacando ambas as equipes. Na semana seguinte, o líder da facção Will Ospreay fez sua estréia surpresa onde, junto com outros companheiros da UE Aaron Henare e Kyle Fletcher e Mark Davis do Aussie Open, eles atacaram Trent Beretta e a FTR. Em 10 de junho, no Rampage, Beretta e FTR conseguiram uma vitória contra Ospreay, Davis e Fletcher. Ospreay competiu em sua primeira luta individual na AEW no Road Rager em 15 de junho, onde derrotou Dax Harwood. Após a luta, Ospreay e a United Empire, incluindo os novos Campeões de Duplas da IWGP O-Khan e Cobb, atacaram a FTR e Roppongi Vice mais uma vez, mas foram interrompidos por Orange Cassidy, que encarou Ospreay. Logo depois, uma luta individual entre os dois homens foi marcada para o Forbidden Door pelo IWGP United States Heavyweight Championship de Ospreay. Alguns dias depois, uma luta Winners Takes All entre FTR, Roppongi Vice e O-Khan e Cobb pelo ROH World e IWGP Tag Team Championships também foi anunciada para o show.

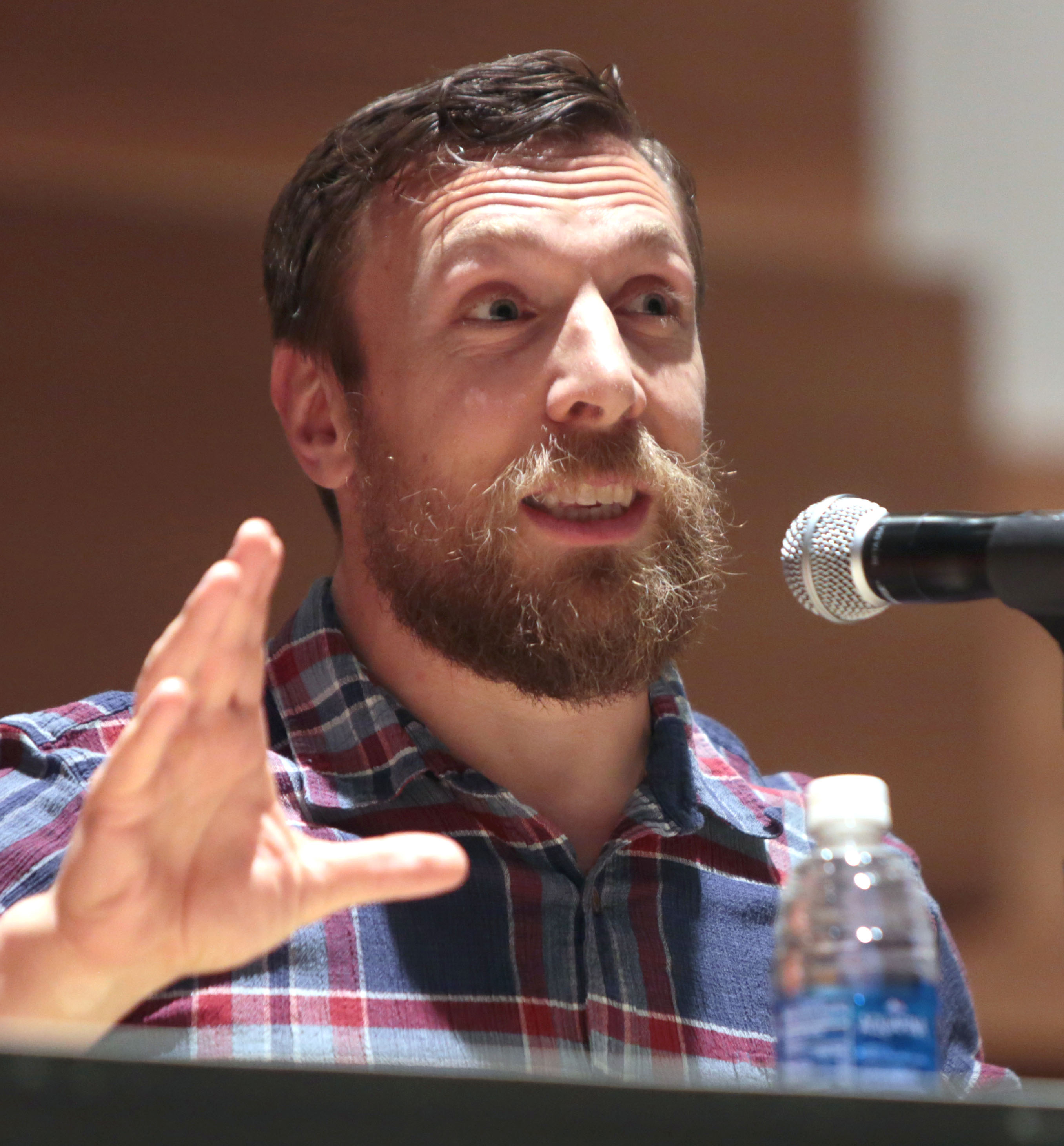
Bryan Danielson estava programado para enfrentar Zack Sabre Jr. no evento; devido a uma lesão, um adversário da escolha de Danielson o substituiu.

Desde o anúncio do Forbidden Door, Zack Sabre Jr. vinha continuamente falando em entrevistas pós-luta, desafiando o "The American Dragon" Bryan Danielson para descobrir quem era o melhor lutador técnico. No entanto, após a derrota na luta Anarchy in the Arena no Double or Nothing, especulou-se que Danielson havia sofrido uma lesão. Isso foi confirmado por Danielson no episódio de 22 de junho do Dynamite, mas ele reconheceu o desafio de Sabre Jr., revelando que havia organizado uma substituição como “a única pessoa” em quem confiava para ocupar seu lugar no PPV e no subsequente episódio especial do Dynamite, Blood and Guts. Isso levou Sabre Jr a fazer sua estreia na AEW, zombando verbalmente de Danielson.
Após sua derrota na luta Anarchy in the Arena no Double or Nothing, Eddie Kingston junto com Santana e Ortiz continuaram a rivalizar com a Jericho Appreciation Society. Na edição de 1º de junho do Dynamite, o gerente do Blackpool Combat Club, William Regal e Kingston, lançaram um desafio a JAS para lutar contra o trio e o BCC em uma luta Blood and Guts, que Jericho recusou. Ortiz então atacou Jericho por trás e cortou uma mecha do cabelo de Jericho, o que levou Jericho a aceitar a luta enquanto também desafiava Ortiz para uma luta Hair vs. Hair. Na edição de 15 de junho do Dynamite: Road Rager, Jericho derrotou Ortiz na luta depois de aparentemente receber ajuda externa de Fuego Del Sol, mas foi revelado que na verdade era Sammy Guevara sob a máscara, que mais tarde seria revelado ter se juntado ao JAS junto com sua noiva Tay Conti, transformando ambos em heels no processo. Mais tarde naquela noite, Jericho interrompeu o confronto cara a cara entre Moxley e Tanahashi, e ambos os homens foram imediatamente atacados por membros da Suzuki-gun, Lance Archer e El Desperado, apesar da ajuda adicional de Wheeler Yuta. Jericho anunciou que ele e Sammy se juntariam ao líder da Suzuki-gun, Minoru Suzuki, para enfrentar o time de Kingston, Yuta e Shota Umino, em uma luta de trios.
Na edição de 8 de junho do Dynamite, Thunder Rosa defendeu com sucesso seu AEW Women's World Championship contra Marina Shafir, apenas para Shafir atacá-la após a luta. Toni Storm correu para o ringue para parar com sucesso o ataque de Shafir. Storm então pegou o cinturão de campeã, admirou-o e o devolveu para Rosa, indicando uma possível luta futura entre as duas. Logo depois, a luta foi oficializada para o Forbidden Door.

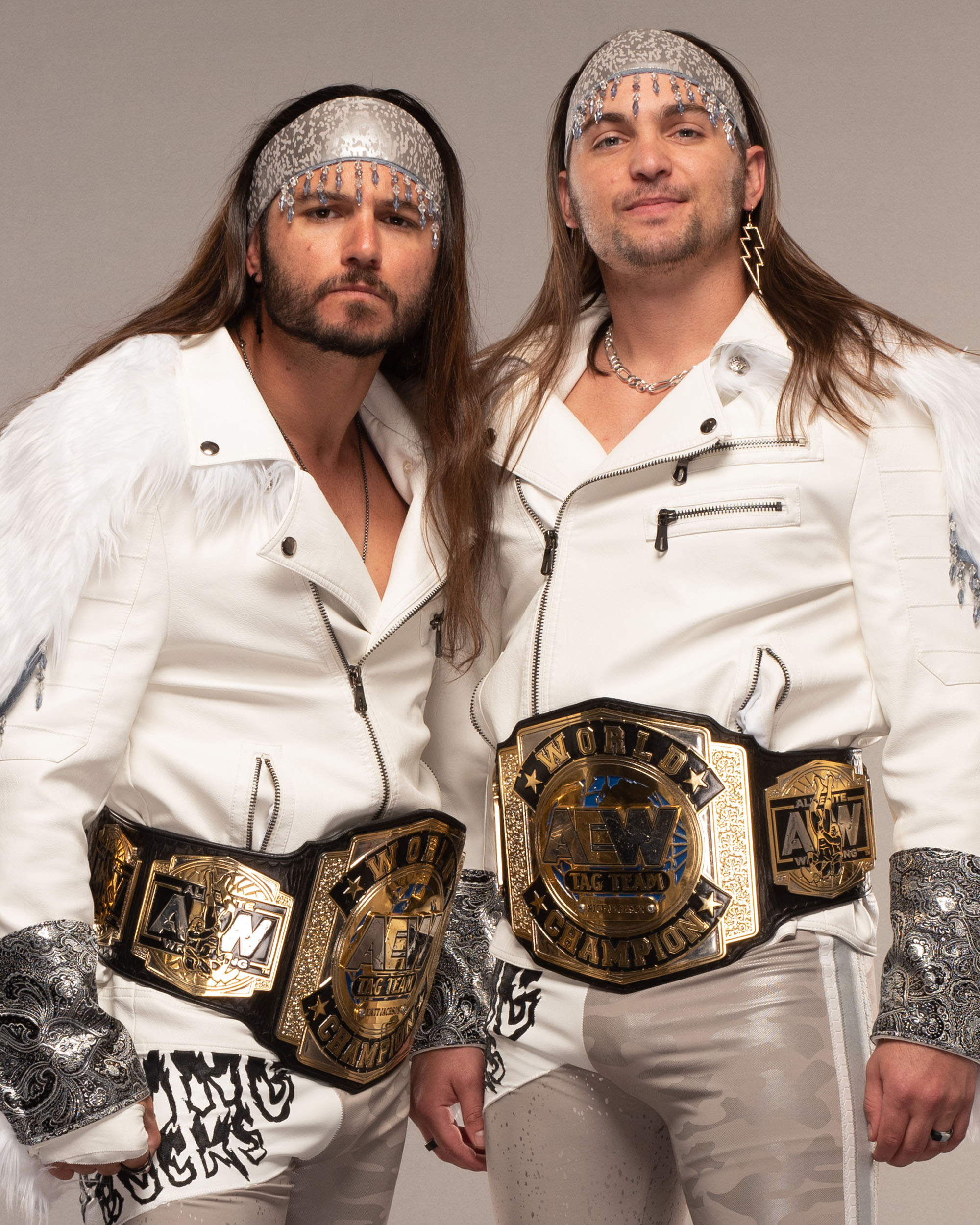
Os The Young Bucks (Matt Jackson à esquerda e Nick Jackson à direita) retornaram ao Bullet Club por uma noite no evento.

Em junho, a reDRagon (Bobby Fish e Kyle O'Reilly) começaram a rivalizar com Darby Allin e Sting, o que levou a reDRagon a desafiar Allin para lutar no Rampage. No episódio do Rampage de 17 de junho, Allin derrotou Fish, antes de ser atacado por O'Reilly, no entanto, Sting fez a defesa, ajudando Allin a afastar O'Reilly, com Allin quebrando a perna de Fish. Na semana seguinte no Dynamite, O'Reilly e os The Young Bucks (Matt Jackson e Nick Jackson) os desafiaram para uma luta no Forbidden Door com seu parceiro Hikuleo, voltando ao Bullet Club por uma noite apenas. Allin e Sting aceitaram o desafio com seus parceiros Hiromu Takahashi e Shingo Takagi do Los Ingobernables de Japón. Em 23 de junho, foi anunciado que O'Reilly seria forçado a perder o evento, devido a uma lesão, sendo substituído por El Phantasmo. Em 25 de junho, foi anunciado que Takahashi seria forçado a perder o evento, devido a uma febre, e que a luta seria uma luta de trios com Sting, Allin e Takagi enfrentando Young Bucks e El Phantasmo (acompanhado por Hikuleo).

## Evento
| Função                    | Nome                                                  |
| ------------------------- | ----------------------------------------------------- |
| Comentaristas em inglês   | Excalibur                                             |
| Comentaristas em inglês   | Kevin Kelly                                           |
| Comentaristas em inglês   | Taz                                                   |
| Comentaristas em inglês   | Jim Ross (Últimas 4 lutas)                            |
| Comentaristas em inglês   | Tony Schiavone (Bullet Club vs. Dudes with Attitudes) |
| Comentaristas em inglês   | Caprice Coleman (Luta Three-way de duplas)            |
| Comentaristas em janponês | Haruo Murata                                          |
| Comentaristas em janponês | Milano Collection A.T.                                |
| Comentaristas em janponês | Miki Motoi                                            |
| Comentaristas em janponês | Hollywood Zakoshisyoh (Comentarista convidado)        |
| Comentaristas em espanhol | Alex Abrahantes                                       |
| Comentaristas em espanhol | Dasha Gonzalez                                        |
| Comentaristas em espanhol | Jon Cruz                                              |
| Comentaristas em francês  | Alain Mistrangélo                                     |
| Comentaristas em francês  | Norbert Feuillan                                      |
| Comentaristas em alemão   | Günter Zapf                                           |
| Comentaristas em alemão   | Mike Ritter                                           |
| Anunciadores de ringue    | Justin Roberts                                        |
| Anunciadores de ringue    | Takuro Shibata                                        |
| Anunciadores de ringue    | Bobby Cruise (Luta Three-way de duplas)               |
| Árbitros                  | Aubrey Edwards                                        |
| Árbitros                  | Bryce Remsburg                                        |
| Árbitros                  | Paul Turner                                           |
| Árbitros                  | Rick Knox                                             |
| Árbitros                  | Stephon Smith                                         |
| Entrevistador             | Alex Marvez                                           |

### The Buy-In
Quatro lutas foram disputadas no Buy-In. Na primeira luta, The Factory (Aaron Solo e QT Marshall) enfrentaram Bishamon (Hirooki Goto e Yoshi-Hashi). Marshall tentou um 450 splash, mas Hashi evitou. Hashi e Goto realizaram um combo Powerbomb/Spinning headlock em Solo para a vitória.
Em seguida, Lance Archer enfrentou Nick Comoroto. Comoroto tentou atacar Archer antes do início da luta, mas Archer o impediu e derrubou Comoroto com um cannonball. No final, Archer realizou o Blackout em Comoroto para vencer a luta.
Depois disso, Swerve In Our Glory (Keith Lee e Swerve Strickland) enfrentaram Suzuki-gun (El Desperado e Yoshinobu Kanemaru). Strickland acertou um backbreaker em Desperado, que voltou com um clothesline, que foi seguido por Strickland o acertando com um flatliner. Kanemaru tomou um gole de uma garrafa de uísque no ringue e cuspiu o uísque nos olhos de Lee, o que levou a um nerfall. No final, Lee realizou o Big Bang Catastrophe em Kanemaru para garantir a vitória.
Após a luta, Ricky Starks e Powerhouse Hobbs falaram de uma camarote. Hobbs afirmou que Strickland e Lee pensam que são Shaquille O'Neal e Kobe Bryant, e então comparou a si mesmo e Starks a Michael Jordan e Scottie Pippen. Starks questionou como Strickland e Lee poderiam se chamar de melhor dupla, quando não derrotaram ele e Hobbs.
Na luta final do pré-show, Max Caster (acompanhado de Anthony Bowens) e Gunn Club (Billy Gunn, Austin Gunn e Colten Gunn) enfrentaram Yuya Uemura e New Japan LA Dojo (Alex Coughlin , The DKC e Kevin Knight). Antes do início da luta, Danhausen apareceu na tela e introduziu um novo tema "Ass Boys", o que fez com que Austin e Colten corressem para os bastidores. Os lutadores do dojo da NJPW aproveitaram a vantagem numérica enquanto Austin e Colten estavam fora. No final, Caster executou o Mic Drop no  para a vitória.

### Lutas preliminares

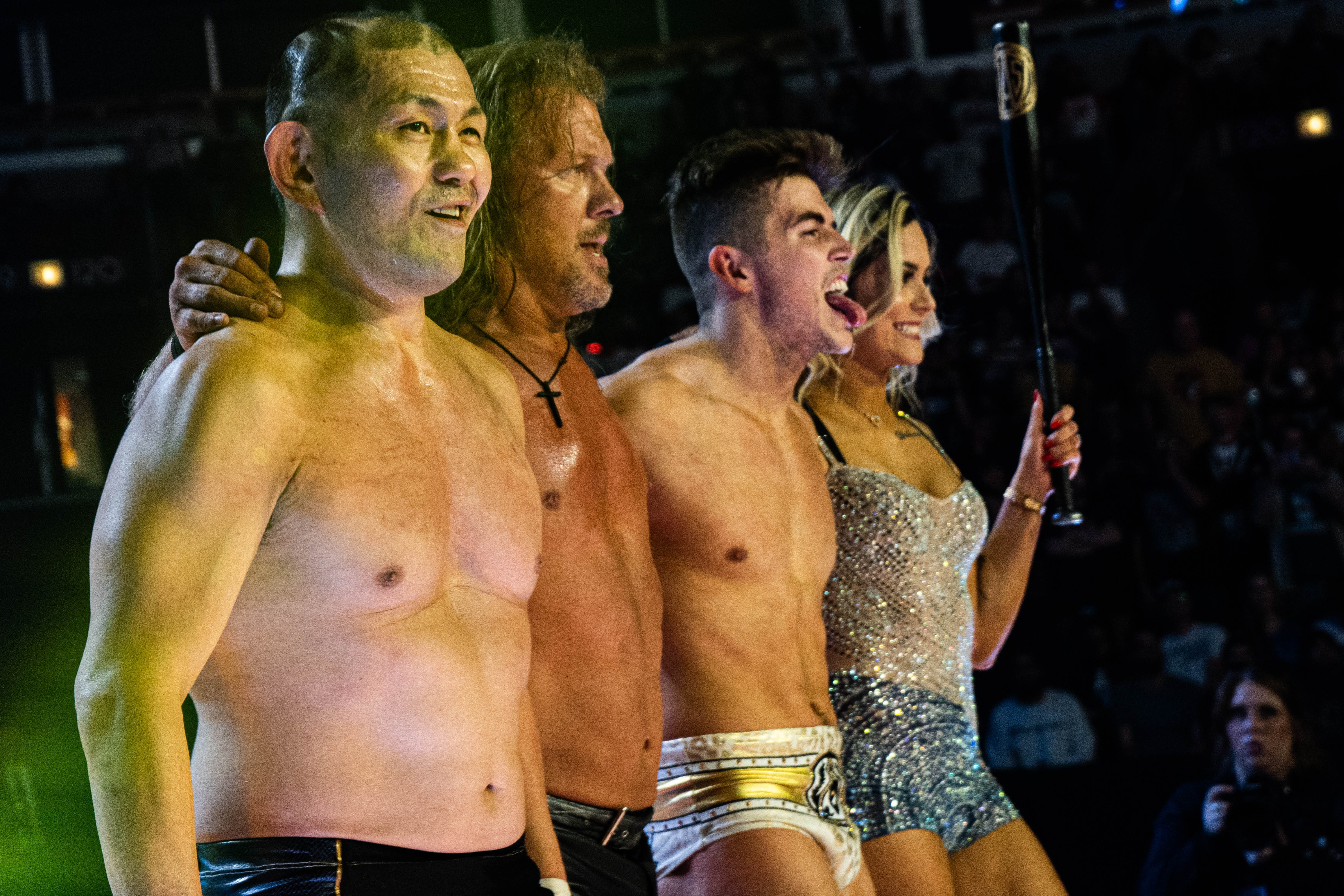
Minoru Suzuki e a Jericho Appreciation Society (Chris Jericho e Sammy Guevara) com Tay Conti depois de derrotarem Eddie Kingston, Shota Umino e Wheeler Yuta.

O pay-per-view abriu com Minoru Suzuki e a Jericho Appreciation Society (Chris Jericho e Sammy Guevara) (acompanhados por Tay Conti) enfrentando a equipe de Eddie Kingston, Shota Umino e Wheeler Yuta, com a equipe vencedora recebendo a vantagem númerica para o Blood and Guts entre a Jericho Appreciation Society e o Blackpool Combat Club. No início da luta, Yuta realizou vários german suplexes em Jericho. Yuta e Kingston realizaram suicide dives em Guevara e Jericho, respectivamente. Nos momentos finais, Suzuki acertou um Gotch-Style Piledriver em Kingston. Umino derrubou Guevara e Suzuki, mas Jericho aproveitou e derrubou Umino com um Judas Effect para a vitória, dando assim a Jericho Appreciation Society a vantagem para o Blood and Guts.
Em seguida foi uma luta de três duplas Winner Takes All pelo ROH World Tag Team Championship e o IWGP Tag Team Championship entre os Campeões Mundiais de Duplas da ROH, FTR (Cash Wheeler e Dax Harwood), os Campeões de Duplas da IWGP, United Empire (Great-O -Khan e Jeff Cobb) e Roppongi Vice (Rocky Romero e Trent Beretta). Durante a luta, Harwood machucou o ombro esquerdo, deixando Wheeler sozinho. Mais tarde, Harwood voltou com o ombro enfaixado. Romero realizou um suicide dive em Harwood e Khan no chão. FTR derrotou Romero com o Big Rig para vencer o IWGP Tag Team Championships e manter o ROH World Tag Team Championships.
Nos bastidores, Tony Schiavone entrevistou Juice Robinson e Jay White. Robinson tinha o IWGP United States Heavyweight Championship e White observou que Robinson nunca perdeu o título. White também falou sobre manter seu IWGP World Heavyweight Championship no final da noite.

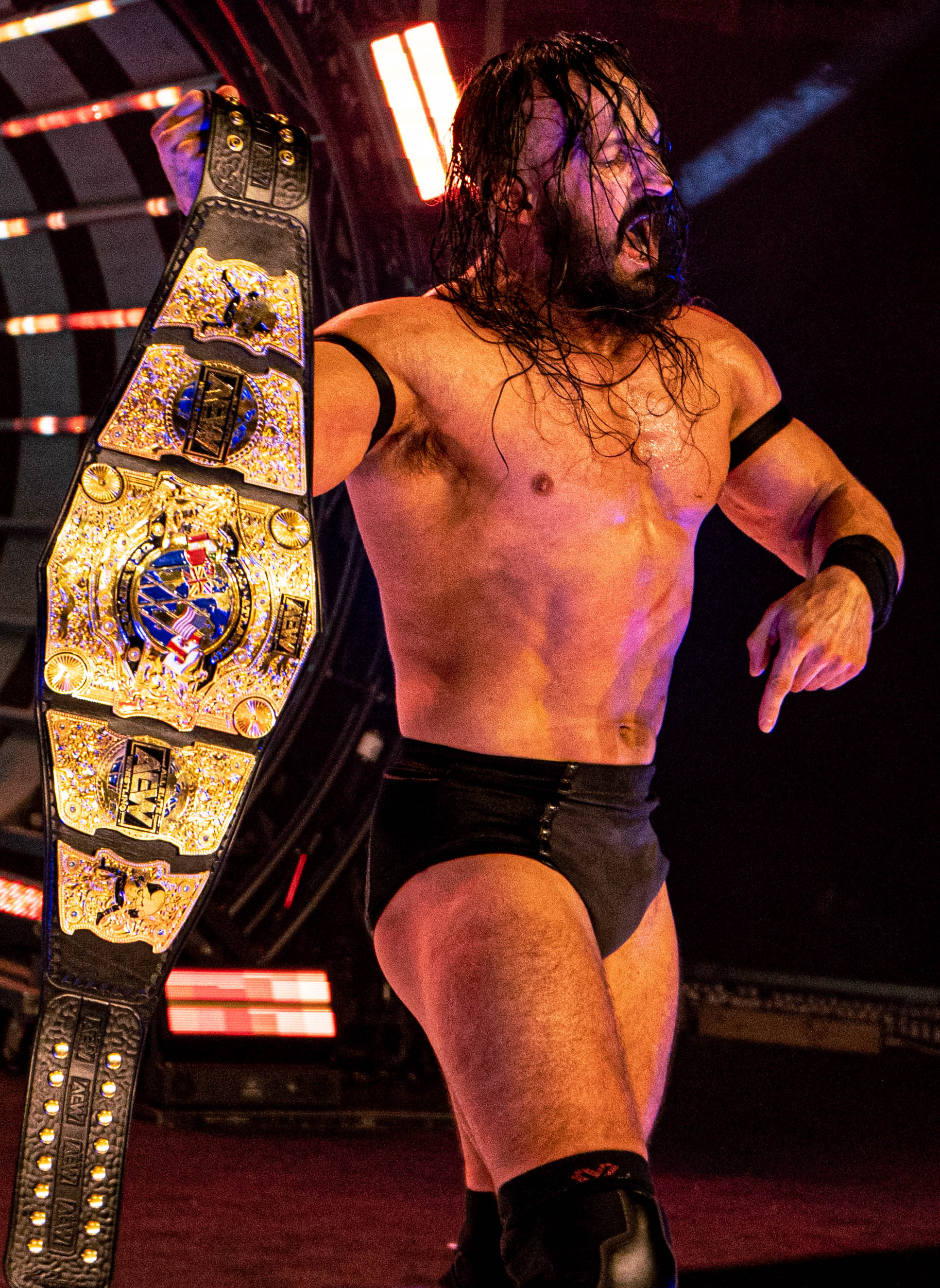
Pac se tornou o primeiro Campeão Atlântico da AEW no evento ao derrotar Clark Connors, Miro e Malakai Black em uma luta four-way.

Em seguida, foi a luta four-way pelo AEW All-Atlantic Championship entre Pac, Clark Connors, Miro e Malakai Black. Fora do ringue, Connors acertou um spear em Miro através de uma mesa. De volta ao ringue, Miro aplicou a finalização Game Over em Pac, mas foi interrompido por Black, que pulverizou uma névoa no rosto de Miro. Enquanto Black e Connors estavam lutando por um armlock, Pac executou um 450 Splash em Black e aplicou a submissão Brutalizer em Connors para vencer o AEW All-Atlantic Championship.
A próxima luta foi entre Dudes with Attitudes (Darby Allin, Sting e Shingo Takagi) contra Bullet Club (El Phantasmo, Matt Jackson e Nick Jackson) (acompanhado por Hikuleo). Enquanto o Bullet Club estava fazendo suas entradas, Sting mergulhou no Bullet Club do topo de um dos túneis de entrada. Allin acertou um cutter em Phantasmo, mas os Young Bucks tiraram Allin com um superkick duplo. Takagi realizou o Last of the Dragon em Phantasmo para vencer a luta.

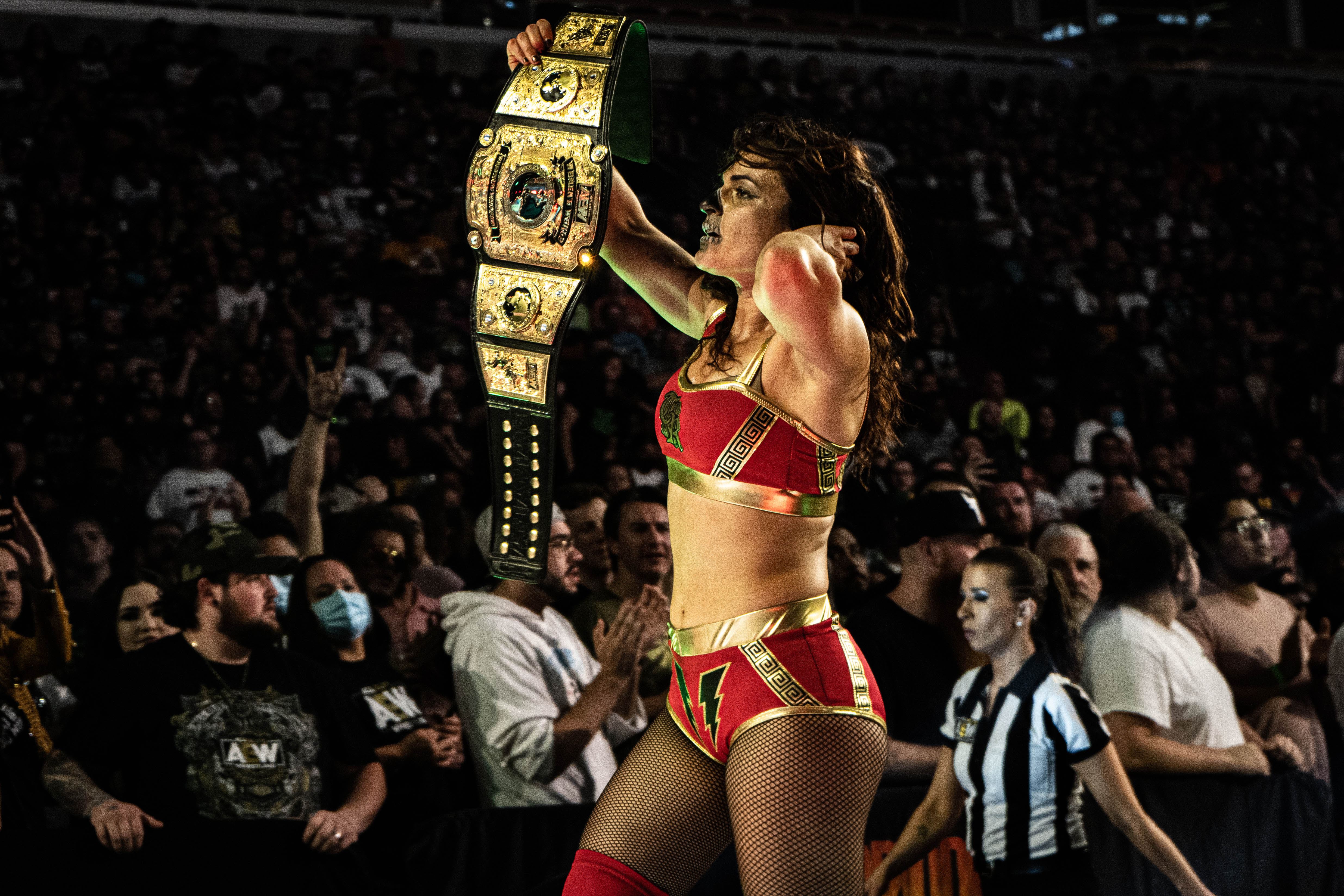
Thunder Rosa após defender o AEW Women's World Championship contra Toni Storm.

Em seguida, Thunder Rosa defendeu o AEW Women's World Championship contra Toni Storm. Rosa bloqueou uma tentativa de Tornado DDT e suplexou Storm no apron do ringue. Storm executou um Tornado DDT em Rosa no chão. De volta ao ringue, Rosa executou um Fire Thunder Driver em Storm para um near fall. Storm tentou o Storm Zero, mas seu ombro cedeu. Rosa então realizou o Final Reckoning em Storm para manter o título. Após a luta, Rosa e Storm apertaram as mãos.
Na sexta luta, Will Ospreay (acompanhado de Aussie Open) defendeu o IWGP United States Heavyweight Championship contra Orange Cassidy. Cassidy executou um Stundog Millionaire e Michinoku Driver em Ospreay para um near fall. Cassidy removeu sua cotoveleira e tentou um Orange Punch em Ospreay, que respondeu e acertou Cassidy com um cutter. Ospreay foi para um Storm Breaker, mas Cassidy respondeu em um frankensteiner para um near fall. Cassidy levantou o polegar e Ospreay executou o Storm Breaker para manter o título.
Após a luta, Ospreay instruiu Fletcher e Davis a atacar Cassidy. Roppongi Vice (Rocky Romero e Trent Beretta) apareceram para ajudar Cassidy, mas eles foram retirados do ringue. Eles foram interrompidos por Katsuyori Shibata, que atacou Ospreay e Aussie Open. Cassidy se aproximou de Shibata e brincou colocando seus óculos de sol, mas em vez disso os colocou em Shibata e fez sua pose de polegar para cima.

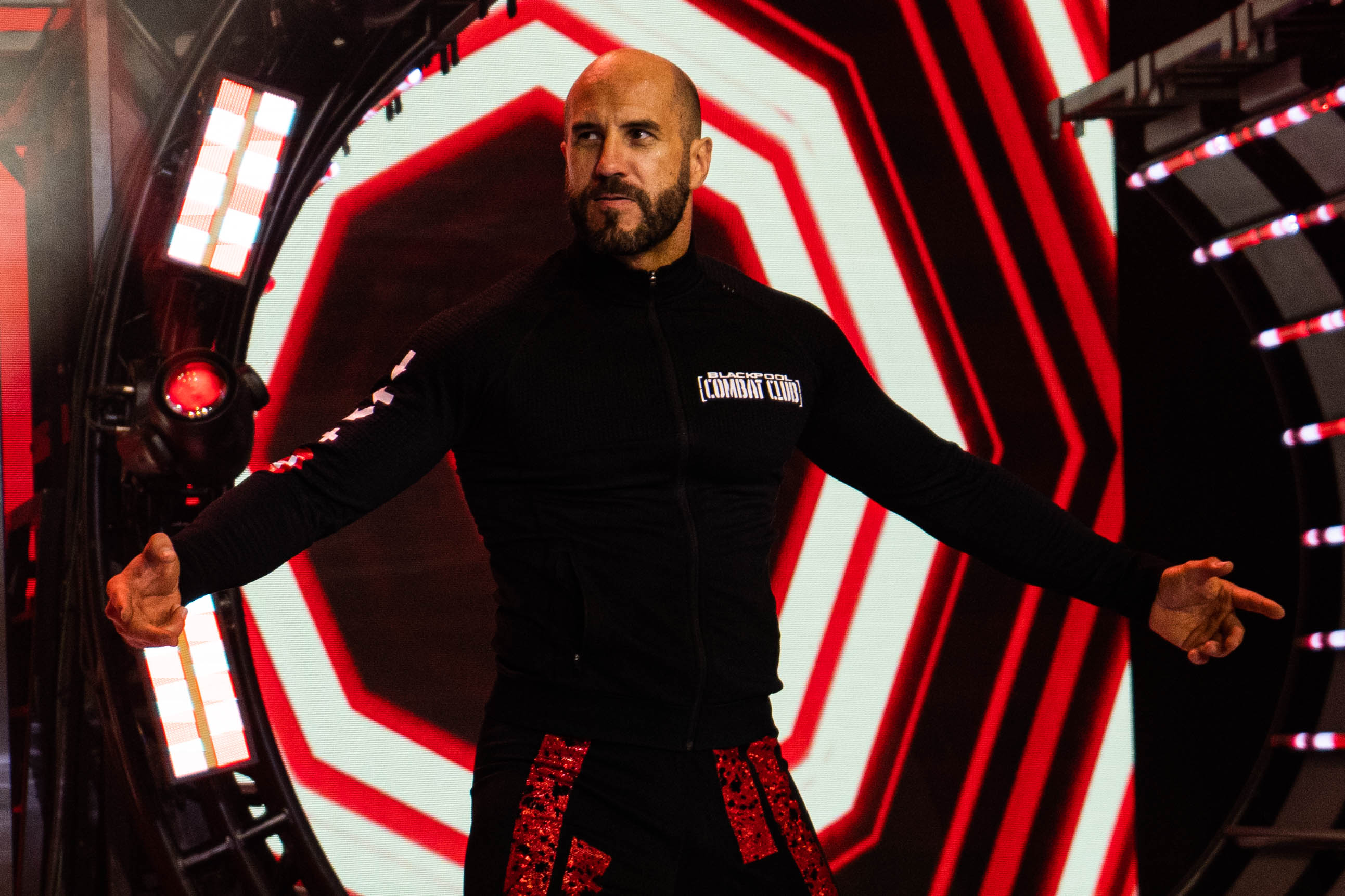
Claudio Castagnoli fez sua estreia surpresa na AEW no evento como o oponente escolhido a dedo por Bryan Danielson para enfrentar Zack Sabre Jr..

Posteriormente, Zack Sabre Jr. apareceu para sua luta contra um adversário que foi pré-selecionado por Bryan Danielson. Claudio Castagnoli fez sua estreia não anunciada na AEW como oponente de Sabre Jr. e também se tornou o mais novo membro do Blackpool Combat Club. No início da luta, Castagnoli executou um Neutralizer em Sabre Jr. para um near fall. Pouco tempo depois, quando Sabre se levantou, Castagnoli o derrubou com um forearm shot. Castagnoli executou o Swing em Sabre Jr. e tentou um sharpshooter, mas Sabre Jr. rebateu com um heel hook. Castagnoli se libertou e depois acertou Sabre Jr. com um uppercut e um lariat, em seguida, executou o Ricola Bomb para vencer a luta.

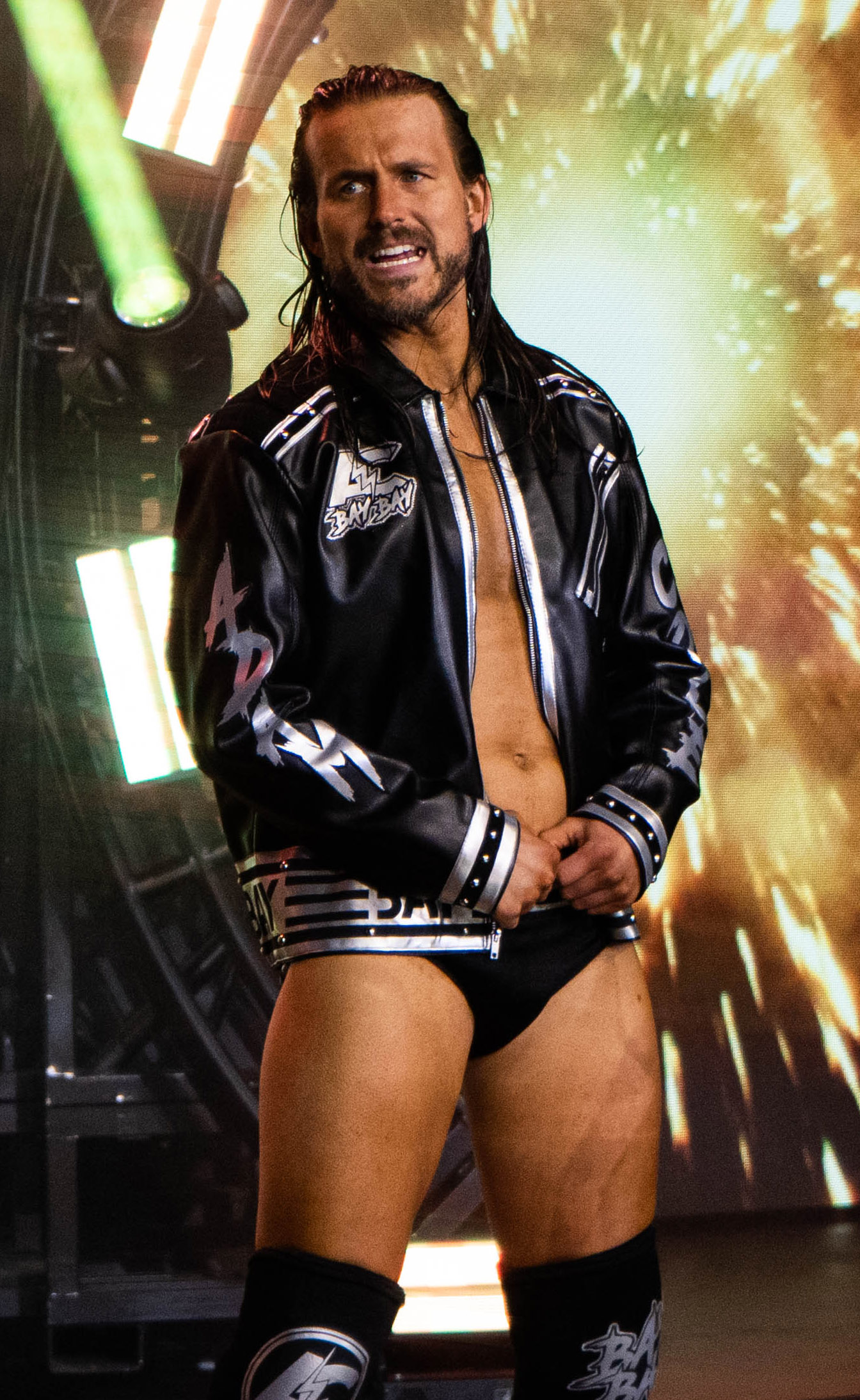
Adam Cole fazendo sua entrada para a luta four-way pelo IWGP Heavyweight Championship.

Na penúltima luta, Jay White (acompanhado de Gedo) defendeu o IWGP World Heavyweight Championship contra Kazuchika Okada, "Hangman" Adam Page e Adam Cole em uma luta four-way. Cole tentou o Boom em White, mas White se esquivou e realizou um Uranage Slam em Cole. Cole acertou White com o Boom, Okada acertou um dropkick em Cole, Page executou um lariat em Okada e todos os quatro homens caíram temporariamente. White tentou um Bladerunner em Page, que respondeu com um Dead Eye. Enquanto Page executava o Buckshot Lariat em White, Okada quebrou o pin. Cole acertou vários superkicks em Page e Okada para um near fall. White executou outro Bladerunner em Okada e derrotou Cole para manter o título.

### Evento principal
No evento principal, Jon Moxley enfrentou Hiroshi Tanahashi para determinar o Campeão Mundial Interino da AEW. No início da luta, Moxley executou um piledriver em Tanahashi para um near fall. Fora do ringue, Tanahashi acertou um crossbody block em Moxley que começou a sangrar. De volta ao ringue, Moxley aplicou um bulldog choke em Tanahashi, que escapou da chave. Tanahashi deu vários tapas em Moxley e correu pelas cordas, mas Moxley o atacou com um clothesline. Moxley cobriu Tanahashi, mas Tanahashi deu o kick out em um. Moxley aplicou um mata- leão , que mais tarde soltou o golpe e executou um Paradigm Shift em Tanahashi para se tornar o Campeão Mundial Interino da AEW.
Após a luta, Moxley comemorou sua vitória. Chris Jericho e Daniel Garcia correram e atacaram Moxley e Tanahashi. Eddie Kingston apareceu e foi atrás de Jericho, mas Garcia o colocou em um sleeper. Wheeler Yuta, Santana e Ortiz apareceram e atacaram Jericho e Garcia. Jake Hager, Matt Menard, Angelo Parker e Sammy Guevara correram para ajudar Jericho e Garcia. Castagnoli saiu correndo e foi atrás de Jericho. A Jericho Appreciation Society fugiu e perdeu a briga, culminando na comemoração do Blackpool Combat Club.

## Após o evento
O episódio do Dynamite em 29 de junho após o Forbidden Door foi o episódio especial Blood and Guts. Devido a Chris Jericho, Sammy Guevara e Minoru Suzuki derrotarem Shota Umino, Wheeler Yuta e Eddie Kingston, a Jericho Appreciation Society ganhou a vantagem na luta Blood and Guts. Além disso, devido à lesão de Bryan Danielson que o impediu de participar de Blood and Guts, Claudio Castagnoli tomou seu lugar na luta. A luta resultou no Blackpool Combat Club, Kingston, Santana e Ortiz derrotando a Jericho Appreciation Society.
Devido à vitória de Hirooki Goto e YOSHI-HASHI sobre a The Factory, os The Young Bucks os desafiaram para uma luta na edição especial Blood and Guts do Rampage  por uma oportunidade pelo AEW Tag Team Championships dos Bucks, que eles perderam.

## Resultados
| Nº                                          | Resultados | Estipulações | Tempo |
| ------------------------------------------- | --- | --- | ----- |
| Pré- show                                   | Bishamon (Hirooki Goto e Yoshi-Hashi) derrotaram The Factory (Aaron Solo e Q. T. Marshall)                                                                               | Luta de duplas                                                                                                   | 8:53  |
| Pré- show                                   | Lance Archer derrotou Nick Comoroto | Luta individual                                                                                                  | 6:08  |
| Pré- show                                   | Swerve In Our Glory (Keith Lee e Swerve Strickland) derrotaram Suzuki-gun (El Desperado e Yoshinobu Kanemaru)                                                            | Luta de duplas                                                                                                   | 12:08 |
| Pré- show                                   | Max Caster e Gunn Club (Billy Gunn, Austin Gunn, e Colten Gunn) (com Anthony Bowens) derrotaram Yuya Uemura e New Japan LA Dojo (Alex Coughlin, The DKC, e Kevin Knight) | Luta de quartetos                                                                                                | 5:35  |
| 1                                           | Minoru Suzuki e Le Sex Gods (Chris Jericho e Sammy Guevara) (com Tay Conti) derrotaram Eddie Kingston, Shota Umino, e Wheeler Yuta                                       | Luta de trios O time vencedor teria a vantagem numérica no Blood and Guts.                                       | 18:58 |
| 2                                           | FTR (Cash Wheeler e Dax Harwood) (ROH) derrotaram United Empire (Great-O-Khan e Jeff Cobb) (IWGP) e Roppongi Vice (Rocky Romero e Trent Beretta)                         | Luta Three-way Winner Takes All de duplas pelo ROH World Tag Team Championship e pelo IWGP Tag Team Championship | 16:19 |
| 3                                           | Pac derrotou Clark Connors, Miro, e Malakai Black por submissão | Luta four-way pelo inaugural AEW All-Atlantic Championship                                                       | 15:10 |
| 4                                           | Dudes with Attitudes (Darby Allin, Sting, e Shingo Takagi) derrotaram Bullet Club (El Phantasmo, Matt Jackson, e Nick Jackson) (com Hikuleo)                             | Luta de trios | 13:01 |
| 5                                           | Thunder Rosa (c) derrotou Toni Storm | Luta individual pelo AEW Women's World Championship                                                              | 10:42 |
| 6                                           | Will Ospreay (c) (com Aussie Open (Kyle Fletcher e Mark Davis)) derrotou Orange Cassidy                                                                                  | Luta individual pelo IWGP United States Heavyweight Championship                                                 | 16:43 |
| 7                                           | Claudio Castagnoli derrotou Zack Sabre Jr. | Luta individual                                                                                                  | 18:26 |
| 8                                           | Jay White (c) (com Gedo) derrotou "Hangman" Adam Page, Kazuchika Okada, e Adam Cole                                                                                      | Luta four-way pelo IWGP World Heavyweight Championship                                                           | 21:05 |
| 9                                           | Jon Moxley (com William Regal) derrotou Hiroshi Tanahashi | Luta individual pelo AEW World Championship interino                                                             | 18:14 |
| (c) – Refere-se aos campeões antes da luta. | | |       |

### Chaveamento do AEW Interim World Championship Eliminator Series
|  | Classificatórias Dynamite (8 de junho de 2022) Dominion 6.12 in Osaka-jo Hall (12 de junho de 2022) | Classificatórias Dynamite (8 de junho de 2022) Dominion 6.12 in Osaka-jo Hall (12 de junho de 2022) | Classificatórias Dynamite (8 de junho de 2022) Dominion 6.12 in Osaka-jo Hall (12 de junho de 2022) |                   |            | Final Forbidden Door (26 de junho de 2022) | Final Forbidden Door (26 de junho de 2022) | Final Forbidden Door (26 de junho de 2022) |  |
|  | | | |                   |            |                                            |                                            |                                            |  |
|  | Jon Moxley                                                                                          | Jon Moxley                                                                                          | Pin                                                                                                 |                   |            |                                            |                                            |                                            |  |
|  | Jon Moxley                                                                                          | Jon Moxley                                                                                          | Pin                                                                                                 |                   |            |                                            |                                            |                                            |  |
|  | Kyle O'Reilly                                                                                       | Kyle O'Reilly                                                                                       | 14:15                                                                                               |                   |            |                                            |                                            |                                            |  |
|  | Kyle O'Reilly                                                                                       | Kyle O'Reilly                                                                                       | 14:15                                                                                               |                   | Jon Moxley | Jon Moxley                                 | Pin                                        |                                            |  |
|  | | | |                   | Jon Moxley | Jon Moxley                                 | Pin                                        |                                            |  |
|  | | | Hiroshi Tanahashi                                                                                   | Hiroshi Tanahashi | 18:14      |                                            |                                            |                                            |  |
|  | Hiroshi Tanahashi                                                                                   | Hiroshi Tanahashi                                                                                   | Hiroshi Tanahashi                                                                                   | Hiroshi Tanahashi | 18:14      | Pin                                        |                                            |                                            |  |
|  | Hiroshi Tanahashi                                                                                   | Hiroshi Tanahashi                                                                                   | |                   |            |                                            |                                            |                                            |  |
|  | Hirooki Goto                                                                                        | Hirooki Goto                                                                                        | 12:40                                                                                               |                   |            |                                            |                                            |                                            |  |

### Casino Battle Royal

#### Dynamite– 8 de junho (Cable Dahmer Arena – Independence, Missouri)
| Nº                                          | Resultados                                              | Estipulações                                                                                                  | Tempo |
| ------------------------------------------- | ------------------------------------------------------- | --- | ----- |
| 1                                           | Kyle O'Reilly venceu eliminando por último Wheeler Yuta | Luta Casino Battle Royale de 21 homens pela classificação ao AEW Interim World Championship Eliminator Series | 10:05 |
| (c) – Refere-se aos campeões antes da luta. |                                                         | |       |

#### Casino Battle Royal entradas e eliminações
– Vencedor
| Naipe   | Ordem de Entrada | Lutador            | Ordem de Eliminação | Eliminado por                   | Eliminações |
| ------- | ---------------- | ------------------ | ------------------- | ------------------------------- | ----------- |
| Paus    | 1                | Lance Archer       | 2                   | Keith Lee                       | 0           |
| Paus    | 2                | Tony Nese          | 1                   | Keith Lee                       | 0           |
| Paus    | 3                | Daniel Garcia      | 8                   | Eddie Kingston                  | 0           |
| Paus    | 4                | Darby Allin        | 15                  | Swerve Strickland               | 1           |
| Paus    | 5                | Eddie Kingston     | 9                   | Jake Hager                      | 1           |
| Ouros   | 6                | Ricky Starks       | 13                  | Rey Fénix                       | 2           |
| Ouros   | 7                | Jake Hager         | 10                  | Wheeler Yuta                    | 1           |
| Ouros   | 8                | Rey Fénix          | 18                  | Andrade El Ídolo                | 2           |
| Ouros   | 9                | Swerve Strickland  | 16                  | Andrade El Ídolo                | 2           |
| Ouros   | 10               | Keith Lee          | 6                   | Swerve Strickland               | 4           |
| Copas   | 11               | John Silver        | 7                   | Powerhouse Hobbs                | 0           |
| Copas   | 12               | Konosuke Takeshita | 11                  | Powerhouse Hobbs & Ricky Starks | 0           |
| Copas   | 13               | Max Caster         | 3                   | Rey Fénix                       | 0           |
| Copas   | 14               | Austin Gunn        | 5                   | Keith Lee                       | 0           |
| Copas   | 15               | Colten Gunn        | 4                   | Keith Lee                       | 0           |
| Espadas | 16               | Powerhouse Hobbs   | 17                  | Wheeler Yuta                    | 2           |
| Espadas | 17               | Bobby Fish         | 14                  | Darby Allin                     | 0           |
| Espadas | 18               | Kyle O'Reilly      | —                   | Vencedor                        | 2           |
| Espadas | 19               | Dante Martin       | 12                  | Ricky Starks                    | 0           |
| Espadas | 20               | Wheeler Yuta       | 20                  | Kyle O'Reilly                   | 3           |
| Joker   | 21               | Andrade El Ídolo   | 19                  | Kyle O'Reilly e Wheeler Yuta    | 2           |

### Torneio pelo AEW All-Atlantic Championship
|  | Classificatórias Preliminares New Japan Road (20 de junho de 2022) | Classificatórias Preliminares New Japan Road (20 de junho de 2022) |  |  | Classificatórias Dynamite (8, 15, e 22 de junho de 2022) New Japan Road(21 de junho de 2022) | Classificatórias Dynamite (8, 15, e 22 de junho de 2022) New Japan Road(21 de junho de 2022) |               |       | Final Forbidden Door (26 de junho de 2022) | Final Forbidden Door (26 de junho de 2022) |  |
|  |                                                                    |                                                                    |  |  |                                                                                              |                                                                                              |               |       |                                            |                                            |  |
|  |                                                                    |                                                                    |  |  | Buddy Matthews                                                                               | 10:32                                                                                        |               |       |                                            |                                            |  |
|  |                                                                    |                                                                    |  |  | Pac                                                                                          | Pin                                                                                          |               |       |                                            |                                            |  |
|  |                                                                    |                                                                    |  |  | Pac                                                                                          | Pin                                                                                          |               |       |                                            |                                            |  |
|  |                                                                    |                                                                    |  |  |                                                                                              |                                                                                              |               |       |                                            |                                            |  |
|  |                                                                    |                                                                    |  |  |                                                                                              |                                                                                              |               |       |                                            |                                            |  |
|  |                                                                    |                                                                    |  |  | Ethan Page                                                                                   | 9:25                                                                                         |               |       |                                            |                                            |  |
|  |                                                                    |                                                                    |  |  | Ethan Page                                                                                   | 9:25                                                                                         |               |       |                                            |                                            |  |
|  |                                                                    |                                                                    |  |  | Miro                                                                                         | Sub                                                                                          |               | Pac   | Sub                                        |                                            |  |
|  |                                                                    |                                                                    |  |  |                                                                                              |                                                                                              | Miro          | 15:05 |                                            |                                            |  |
|  |                                                                    |                                                                    |  |  |                                                                                              |                                                                                              | Malakai Black | 15:05 |                                            |                                            |  |
|  |                                                                    |                                                                    |  |  | Penta Oscuro                                                                                 | 9:49                                                                                         | Clark Connors | 15:05 |                                            |                                            |  |
|  |                                                                    |                                                                    |  |  | Malakai Black                                                                                | Pin                                                                                          |               |       |                                            |                                            |  |
|  |                                                                    |                                                                    |  |  | Malakai Black                                                                                | Pin                                                                                          |               |       |                                            |                                            |  |
|  |                                                                    |                                                                    |  |  |                                                                                              |                                                                                              |               |       |                                            |                                            |  |
|  |                                                                    |                                                                    |  |  |                                                                                              |                                                                                              |               |       |                                            |                                            |  |
|  | Tomoaki Honma                                                      | 11:29                                                              |  |  |                                                                                              |                                                                                              |               |       |                                            |                                            |  |
|  | Tomoaki Honma                                                      | 11:29                                                              |  |  |                                                                                              |                                                                                              |               |       |                                            |                                            |  |
|  | Clark Connors                                                      | Pin                                                                |  |  |                                                                                              |                                                                                              |               |       |                                            |                                            |  |
|  |                                                                    |                                                                    |  |  | Clark Connors                                                                                | 13:21                                                                                        |               |       |                                            |                                            |  |
|  |                                                                    |                                                                    |  |  | Tomohiro Ishii                                                                               | Pin                                                                                          |               |       |                                            |                                            |  |
|  | Tomohiro Ishii                                                     | Pin                                                                |  |  | Tomohiro Ishii                                                                               | Pin                                                                                          |               |       |                                            |                                            |  |
|  | Tomohiro Ishii                                                     | Pin                                                                |  |  |                                                                                              |                                                                                              |               |       |                                            |                                            |  |
|  | Yoshinobu Kanemaru                                                 | 19:01                                                              |  |  |                                                                                              |                                                                                              |               |       |                                            |                                            |  |

1. ↑  Connors substituiu Ishii após ele sofer uma lesão.[44]